# Cardenal emplomallat
El cardenal emplomallat (Cardinalis phoeniceus) és una espècie d'ocell en la família dels cardenals (Cardinalidae). És endèmica de Colòmbia i de Veneçuela.
El seu hàbitat natural són arbustos subtropicals i tropicals sec.